# Pobba Thiri
Pobba Thiri är en kommun i Myanmar. Den ligger i den centrala delen av landet, 18 km norr om huvudstaden Naypyidaw.